# Val Guest
Val Guest (n. 11 decembrie 1911, Londra, Regatul Unit al Marii Britanii și Irlandei – d. 10 mai 2006, Palm Springs⁠(d), California, SUA) a fost un regizor de film englez și scenarist. Și-a început cariera ca scenarist (și mai târziu ca regizor) de filme de comedie. Este cel mai notabil pentru munca sa la compania Hammer, pentru care a regizat 14 filme. A regizat și filme științifico-fantastice. Cariera sa se întinde pe o perioadă îndelungată de timp, de la începutul anilor 1930 până la începutul anilor 1980.

## Filmografie

### Regizor

#### Anii 1940
- 1943 Miss London Ltd.
- 1944 Bees in Paradise
- 1944 Give us the Moon
- 1945 I'll Be Your Sweetheart
- 1947 Just William's Luck
- 1948 William Comes to Town
- 1949 Murder at the Windmill

#### Anii 1950
- 1950 The Body said No!
- 1950 Miss Pilgrim's Progress
- 1951 Mister Drake's Duck
- 1952 Penny Princess
- 1954 The Men of Sherwood Forest
- 1954 The Runaway Bus
- 1954 Life With the Lyons
- 1955 The Lyons in Paris
- 1955 Break in the Circle
- 1954 Dansează, mică doamnă! (Dance, Little Lady)
- 1955 Xperimentul Quatermass (The Quatermass Xperiment)
- 1955 They Can't Hang Me
- 1956 It's a Wonderful World
- 1956 The Weapon
- 1957 Carry On Admiral
- 1957 Quatermass 2 (titlu în SUA: Enemy From Space)
- 1957 The Abominable Snowman
- 1958 The Camp on Blood Island
- 1958 Up the Creek
- 1959 Further Up the Creek
- 1959 Yesterday's Enemy
- 1959 Expresso Bongo

#### Anii 1960
- 1960 Life is a Circus
- 1960 Hell Is a City
- 1960 The Full Treatment
- 1961 Ziua în care a fost incendiat Pământul (The Day the Earth Caught Fire)
- 1962 Jigsaw
- 1963 80,000 Suspects
- 1964 The Beauty Jungle
- 1965 Where the Spies Are
- 1967 Casino Royale
- 1968 Assignment K

#### Anii 1970–1980
- 1970 Toomorrow
- 1970 When Dinosaurs Ruled the Earth
- 1972 Au Pair Girls
- 1974 Confessions of a Window Cleaner
- 1976 Killer Force
- 1980 The Shillingbury Blowers
- 1982 The Boys in Blue
- 1984 Hammer House of Mystery and Suspense

### Scenarist
- 1935 No Monkey Business
- 1936 All In
- 1937 O-Kay for Sound
- 1938 Alf's Button Afloat

## Legături externe
- Val Guest la Internet Movie Database
- Val Guest at BFI Screenonline
- Val Guest at the Encyclopedia of Fantastic Film and television
- San Jose Mercury News, "Val Guest, director known for sci-fi films, dies at 94" 22 mai 2006
- Tribute to Val Guest at The Thunder Child Science Fiction Webzine